# Procès de Waldheim

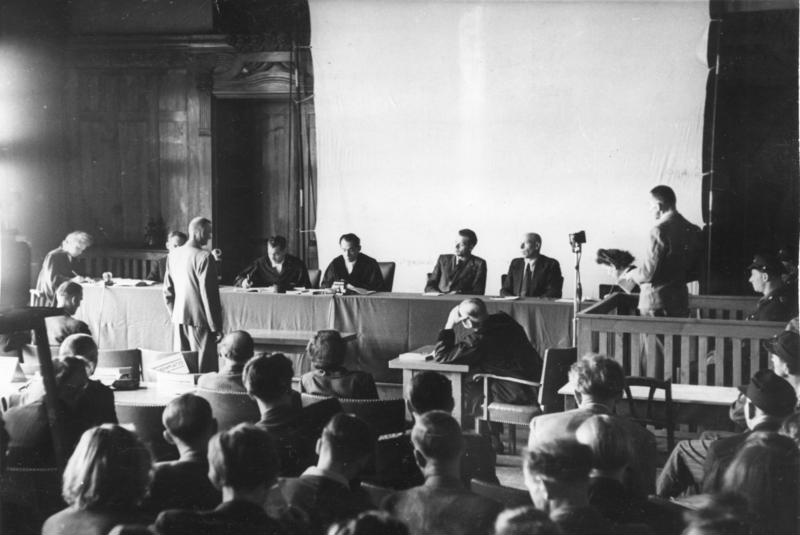
À l'audience du tribunal, le 21 juin 1950.

Le procès de Waldheim pour crimes de guerre se tient de 21 avril à 29 juin 1950 à l'établissement pénitentiaire de Waldheim dans la République démocratique allemande (RDA). Il oppose l'État est-allemand à 3 442 prisonniers des camps spéciaux soviétiques du NKVD, les Speziallager, transférés du fait de la suppression de ces centres de détention. 

## Contexte

### Fin de la Seconde guerre mondiale
À la fin de la seconde guerre mondiale, l'Allemagne nazie est vaincue par les Alliés de la Seconde Guerre mondiale.

### Formation des deux républiques allemandes
À la suite des divergences entre les États-Unis et l'URSS et de l'épisode du pont aérien de Berlin. Les deux superpuissances, qui s'étaient préalablement partagés l'Allemagne en deux, deux républiques distinctes sont formées: la RFA et la RDA.

## Le procès
La dissolution des camps d'internement soviétiques par le NKVD  du fait de la mise en place de la RDA est problématique pour les dirigeants est-allemands, 3 400 détenus sont encore dans l'attente d'un jugement. Avant même le procès, le régime communiste instrumentalise le procès dans le cadre de la « lutte à mort avec le fascisme ». Les détenus sont alors réunis par le pouvoir dans la prison de Waldheim où ils sont jugés de façon très arbitraire. La SED dirige la justice et bacle le procès, qui plus est à huis clos, les audiences ne durent que quelques minutes pour certains témoins. La répression est terrible, sur les 3400 accusés, il y a 3300 condamnations pour « crimes nationaux socialistes ». Il y a 33 condamnations à mort et beaucoup de lourdes peines de prison, dont 14 condamnés à perpétuité